# Пайе, Джибриль
Джибриль Тамсир Пайе (фр. Djibril Tamsir Paye; 26 февраля 1988) — гвинейский футболист, защитник клуба «Роморантен». Выступал в сборной Гвинеи.

## Карьера

### В клубе
Пайе подписал контракт с «Шерифом» в сентябре 2008 года, практически сразу был отдан в аренду в «Тирасполь», за который Джибриль провёл в общей сложности 100 игр. В июне 2013 года вернулся в «Шериф». В сезоне 2013/14 вместе с командой пробился в групповой этап Лиги Европы. В составе «Шерифа» стал чемпионом Молдавии сезона 2013/14. В июле 2014 года перешёл в бельгийский футбольный клуб «Зюлте-Варегем».

### В сборной
5 марта 2014 года Джибриль дебютировал за национальную сборную Гвинеи в товарищеском матче против Ирана: Пайе появился на поле на 77-й минуте матча и доиграл поединок до конца.

## Достижения
«Тирасполь»
- Обладатель Кубка Молдавии (1): 2013
- Бронзовый призёр Чемпионата Молдавии (1): 2012/13

«Шериф»
- Чемпион Молдавии (1): 2013/14
- Обладатель Суперкубка Молдавии (1): 2013
- Финалист Суперкубка Молдавии (1): 2014